# Тейлор Елліс-Вотсон
Тейлор Елліс-Вотсон (англ. Taylor Ellis-Watson, нар. 6 травня 1993, Філадельфія, Пенсільванія, США) — американська легкоатлетка, що спеціалізується на спринті, олімпійська чемпіонка 2016 року. 

## Кар'єра
| Рік  | Чемпіонат        | Місце проведення         | Місце | Дисципліна | Результат |
| ---- | ---------------- | ------------------------ | ----- | ---------- | --------- |
| 2016 | Олімпійські ігри | Ріо-де-Жанейро, Бразилія | 1     | 4 x 400 м  | 3:19.06   |